# Ludwig Fraunhofer
Ludwig Fraunhofer (* 1. März 1928 in Rauheck (Oberpfalz); † 19. Februar 1953 in Berlin-Treptow) ist ein Todesopfer des DDR-Grenzregimes vor dem Bau der Berliner Mauer. Er wurde von Volkspolizisten beim Versuch, sich einer Grenzkontrolle zu entziehen, erschossen.

## Leben
Ludwig Fraunhofer war im Zweiten Weltkrieg noch Soldat. Danach lebte er auf dem elterlichen Hof in der Oberpfalz und arbeitete in der Landwirtschaft. Im Juli 1952 reiste er nach Zeitz zu seiner Verlobten, die er am 8. November heiratete. Er erhielt eine Arbeitsstelle und das Paar bezog gemeinsam eine Einzimmerwohnung. Ein paar Wochen nach der Hochzeit flüchtete das Ehepaar nach West-Berlin. Während sie seit Januar 1953 auf ihre Papiere und den Flugschein nach Bayern warteten, wohnten sie in einem Heim im West-Berliner Stadtteil Neukölln.

### Todesumstände
Am 19. Februar 1953 schlug ihm ein Bekannter aus dem Flüchtlingsheim vor, nach Ost-Berlin zu gehen, um günstig alkoholische Getränke zu kaufen. Die beiden Männer kauften Schnaps, den sie gemeinsam tranken, während sie in Ost-Berlin herumbummelten. Auf dem Rückweg konnte sich der Begleiter Fraunhofers am Kontrollpunkt der Volkspolizei in der Lohmühlenstraße nicht ausweisen, da er nur einen Entlassungsschein aus der Kriegsgefangenschaft dabei hatte. Beide Männer, die erheblich angetrunken waren, machten zudem verworrene Angaben darüber, was sie in Ost-Berlin gemacht hatten und wohin sie wollten. Sie weigerten sich, zur Personenfeststellung auf das Revier mitzukommen. Fraunhofer versuchte vergeblich, über die Sektorengrenze nach West-Berlin zu entkommen. Daraus entstand ein Gerangel mit den Volkspolizisten. Fraunhofer versuchte erneut, in Richtung der etwa 80 Meter entfernten Sektorengrenze zu flüchten. Ein Wachtmeister verfolgte ihn kurz, stellte fest, dass Fraunhofer schneller war, und rief ihm hinterher, er solle stehen bleiben. Als Fraunhofer weiterlief, gab er zwei Warnschüsse in die Luft ab und schoss dann gezielt auf Fraunhofer, der schwer verletzt zusammenbrach. Volkspolizisten brachten Fraunhofer ins Krankenhaus der Volkspolizei. Nach Zeugenaussagen war er jedoch bereits am Tatort verstorben.
Der Wachtmeister, der ihn erschossen hatte, soll eine Prämie von 200 Mark und ein paar Tage Sonderurlaub erhalten haben. Die zwei beteiligten Volkspolizisten sollen öffentlich belobigt und befördert worden sein. Die Ost-Berliner Polizei vernahm die beiden Polizisten und den anwesenden Zöllner. Parallel ermittelte die West-Berliner Polizei wegen des Todes von Fraunhofer. Dort war zunächst nur bekannt, dass eine Person verletzt worden sei. Entsprechend berichtete die West-Berliner Presse nur von Schüssen an der Grenze, nicht aber von einem Todesfall. Später konnte die Polizei aus den Aussagen geflüchteter DDR-Polizisten den Tathergang rekonstruieren.
In den 1990er-Jahren untersuchte die Berliner Staatsanwaltschaft den Fall erneut. Sie machte den Schützen ausfindig und konnte ausreichend Beweise für die Tat erbringen. Die große Strafkammer des Landgerichts Berlin verurteilte den Wachtmeister im März 1996 wegen Totschlags in einem minder schweren Fall zu einem Jahr Haft auf Bewährung. Dies ist einer der wenigen Fälle, bei denen der bundesdeutschen Justiz der Nachweis der Tat und die Beweisführung für die Tatumstände bei einem Todesfall in den 1950er-Jahren noch gelang.